# François-Émile de Lansac
Pour les articles homonymes, voir Lansac.
François-Émile de Lansac, né le 1er octobre 1803 à Tulle et mort le 1er avril 1890 à Paris (17e arrondissement), est un peintre français.

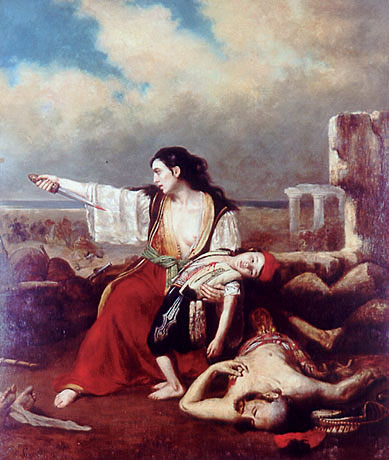
Épisode du siège de Missolonghi. Salon des artistes français, Paris 1827. Missolonghi Pinacothèque.

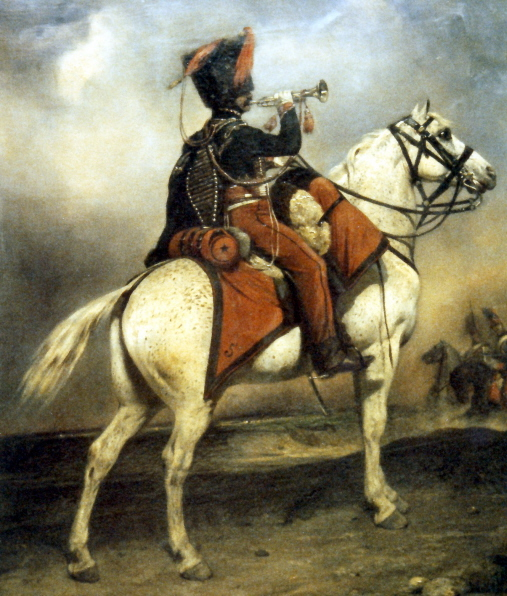
Trompette du 5e hussards sonnant le ralliement. Salon des artistes français, Paris 1837. Musée de l'Armée, Paris, Invalides.

## Biographie
François-Émile de Lansac est issu d’une famille originaire du Béarn, fils d’Arnaud de Lansac et de Charlotte Émilie Coutures. Il est né à Tulle où son père, inspecteur général du trésor public, se trouvait au cours d’une inspection. Élève du peintre Jean-Charles Langlois, grand admirateur de Théodore Géricault, François-Émile de Lansac passa plusieurs années au haras de Tarbes, étudiant les chevaux. De retour à Paris, il collabora avec Ary Scheffer, devint son élève et contribua ses talents à maints tableaux de Scheffer. À sa sortie de l’atelier de Scheffer, Lansac se spécialisa en portraits, scènes militaires et sujets historiques. Il participa régulièrement au Salon des artistes français de 1827 jusqu’à 1878, obtenant une médaille de troisième classe en 1836 et une deuxième classe en 1838. Il fut bientôt classé hors concours. Parmi ses amis intimes on compte les artistes contemporains: Ary Scheffer, Henry Scheffer, Alexandre-Gabriel Decamps, Thomas Couture, Constant Troyon et Alfred de Dreux.
À Paris, la résidence de Lansac se trouvait au 37, avenue Montaigne dans le 8e arrondissement, hébergeant le bureau des visas de l'Ambassade du Canada jusqu'au mois de mai 2018.
Ses œuvres les plus citées sont : Épisode du siège de Missolonghi (1827), Portrait équestre d'Olivier de Clisson, connétable de France (1847), Portrait équestre du maréchal de la Palisse (1835), Portrait équestre de Mgr le duc d'Orléans (1844), Portrait équestre du prince Louis-Napoléon, président de la République  (1850). Le Portrait équestre de Mgr le duc d'Orléans exposé au Salon de 1844 se trouve au musée de Versailles. Le musée de l'Armée (Paris) aux Invalides conserve son Trompette du 5e hussards sonnant le ralliement de 1837. Le musée des beaux-arts de Bordeaux possède de lui deux études de chevaux: étude de cheval bai et étude de cheval blanc. Au musée national du château de Compiègne se trouve une œuvre intitulée: deux chiens sur une borne rouge. Le Musée national des Arts et Traditions populaires, Paris conserve de lui le tableau une forge acheté par l'État au salon des artistes français de 1831. Le musée national des châteaux de Versailles et de Trianon conserve le Portrait équestre du maréchal de la Palisse de 1835.

## Échos du Salon des Artistes
« M. Émile de Lansac n’a donné cette année que deux sujets bedouins et deux portraits. Mais hâtons nous de dire qu’ils sont placés au milieu des œuvres les plus distinguées. On retrouve dans ses tableaux de chevalet toutes les qualités qui ont placé M. de Lansac parmi nos meilleurs artistes, la composition est toujours habilement étudiée, le coloris est chaud et le dessin habile et vigoureux. Quant aux portraits, M. de Lansac a su se tirer fort adroitement des difficultés que présentait un personnage sur qui les crayons de la caricature s'étaient si souvent exercés. »

Jean-François Destigny écrit, en 1840, au sujet du tableau, dans la Revue Poétique du Salon de 1840 : Mort du lieutenant général comte de Damrémont, gouverneur de l'Algérie, tué devant Constantine le 12 octobre 1837
La Mort de Damrémont, ce sanglant épisode
D’une guerre sans fin comme sans résultat,
D’Émile de Lansac est le tableau d’éclat.
Mais ce n’est qu’un quatrain pour qui mérite une ode:
Il fallait du héros éterniser les traits,
Et ne pas s’en servir comme d’un vain prétexte
Pour aduler un prince et broder sur le texte
Un pareil nombre de portraits.